# Фарес, Мохамед
Мохамед Салим Фарес (фр. Mohamed Salim Fares; 15 февраля 1996, Обервилье, Франция) — алжирский футболист, защитник клуба «Лацио». Выступал за сборную Алжира.
Фарес родился во Франции в семье алжирских эмигрантов.

## Клубная карьера
Фарес — воспитанник клуба «Бордо». В 2013 году он попал в академию итальянского «Эллас Верона». 2 декабря 2014 года в поединке Кубка Италии против «Перуджи» Мохамед дебютировал за основной состав. 14 декабря в матче против «Удинезе» он дебютировал в итальянской Серии A, заменив во втором тайме Алессандро Агостини. В 2016 году клуб вылетел в Серию B, но Фарес остался в команде и завоевав место в основе, помог «Эллас Вероне» спустя год вернуться в элиту.
Летом 2018 года Фарес перешёл в СПАЛ на правах аренды. В матче против «Болоньи» он дебютировал за новую команду. 27 января 2019 года в поединке против «Пармы» Мохаммед забил свой первый гол за СПАЛ. По окончании аренды он подписал полноценный контракт.
Летом 2020 года Фарес подписал контракт с «Лацио», подписав контракт на 5 лет. 4 октября в миланского «Интера» он дебютировал за новый клуб. Летом 2021 года Фарес на правах аренды перешёл в «Дженоа». 12 сентября в матче против «Кальяри» он дебютировал за новую команду. В этом же поединке Мохаммед сделал «дубль», забив свои первые голы за «Дженоа». В 2022 году Фарес был арендован «Торино», но так и не дебютировал за основной состав.

## Карьера в сборной
7 октября 2017 года в отборочном матче чемпионата мира 2018 против сборной Камеруна Фарес дебютировал за сборную Алжира.
В 2019 году Фарес выиграл Кубке африканских наций в Египте. На турнире он принял участие в матчах против сборных Танзании и Сенегала.

## Достижения
Международные
 Алжир
- Обладатель Кубка африканских наций: 2019